# 葉雅倫

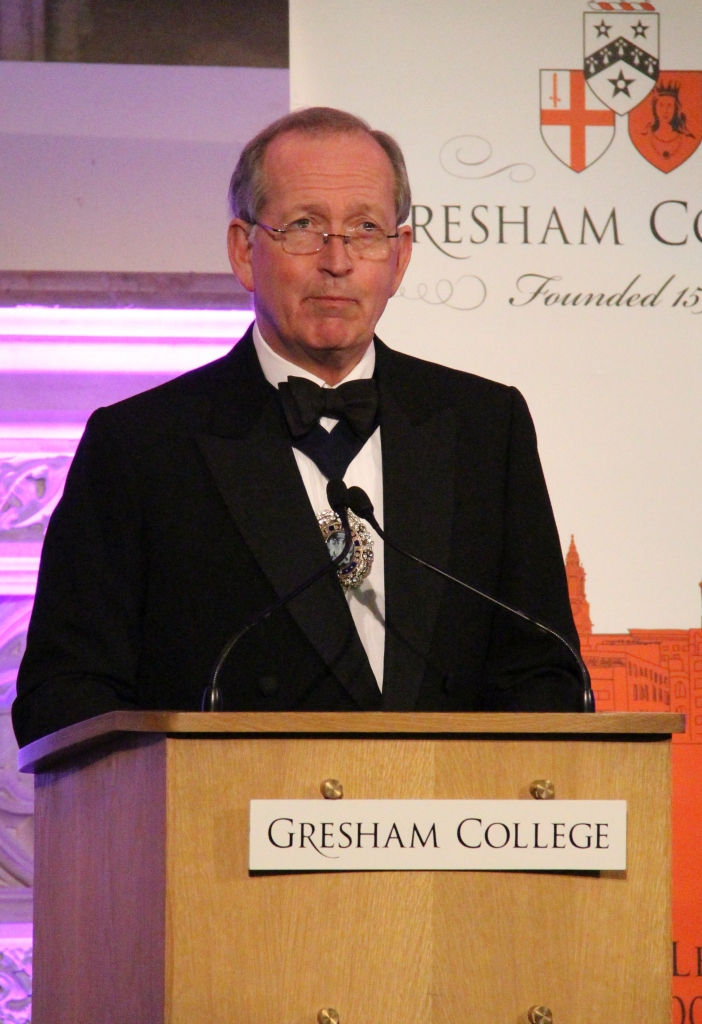
Sir Alan Yarrow

官方圖章

叶雅伦（英語：Alan Yarrow，1951年6月27日—），生於马来西亚新山，英國銀行家。他是2014-2015年伦敦市市長。
曾就读于哈罗公学，然后进入曼徹斯特商學院。自2009年起擔任英國特許證券與投資協會會長。
艾伦·亚罗自2007年起代表橋區擔任市議員，2014年10月接替吴斐娜獲選為687任伦敦市市长，任期為2014至2015年。

## 榮譽
- 下級勳位爵士 (2015)
- 聖約翰爵級正義司令勋章 (KStJ)（2014）
  - 聖約翰勳章 (SBStJ)（2012）[5]
- 阿兹特克雄鹰勋章 (2015)。

## 外部連結
- www.cityoflondon.gov.uk
- 英国广播公司 （页面存档备份，存于） （BBC iPlayer上）
- 伦敦的官邸市长网络 （英文）
- 聖約翰救護機構英國總部